# Kuźnica Czeszycka

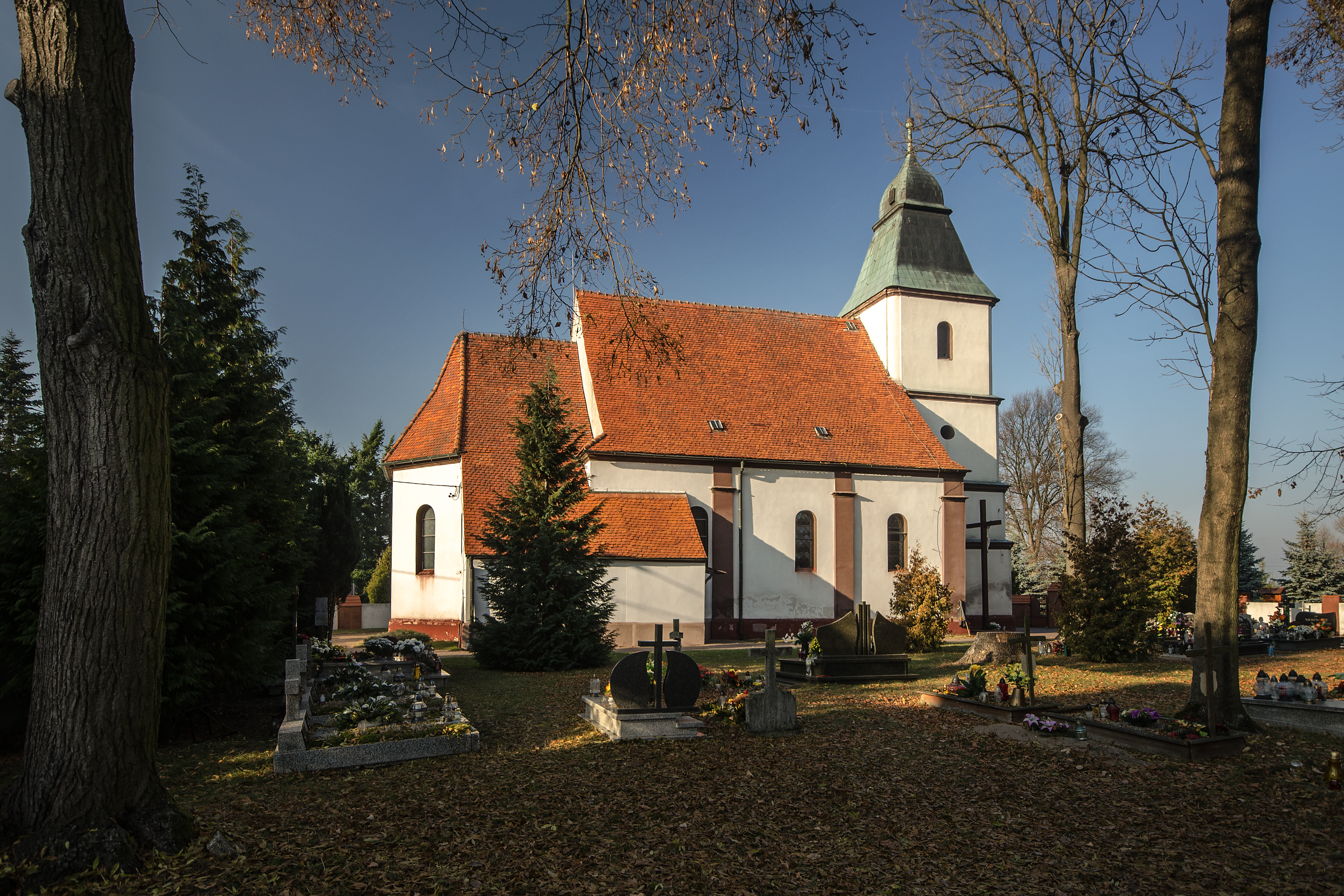
Ortskirche

Kuźnica Czeszycka (auch Kuźnica Cieszycka, deutsch: Tschechenhammer) ist ein Ort er in der Landgemeinde Krośnice im Powiat Milicki der Woiwodschaft Niederschlesien in Polen.

## Geschichte

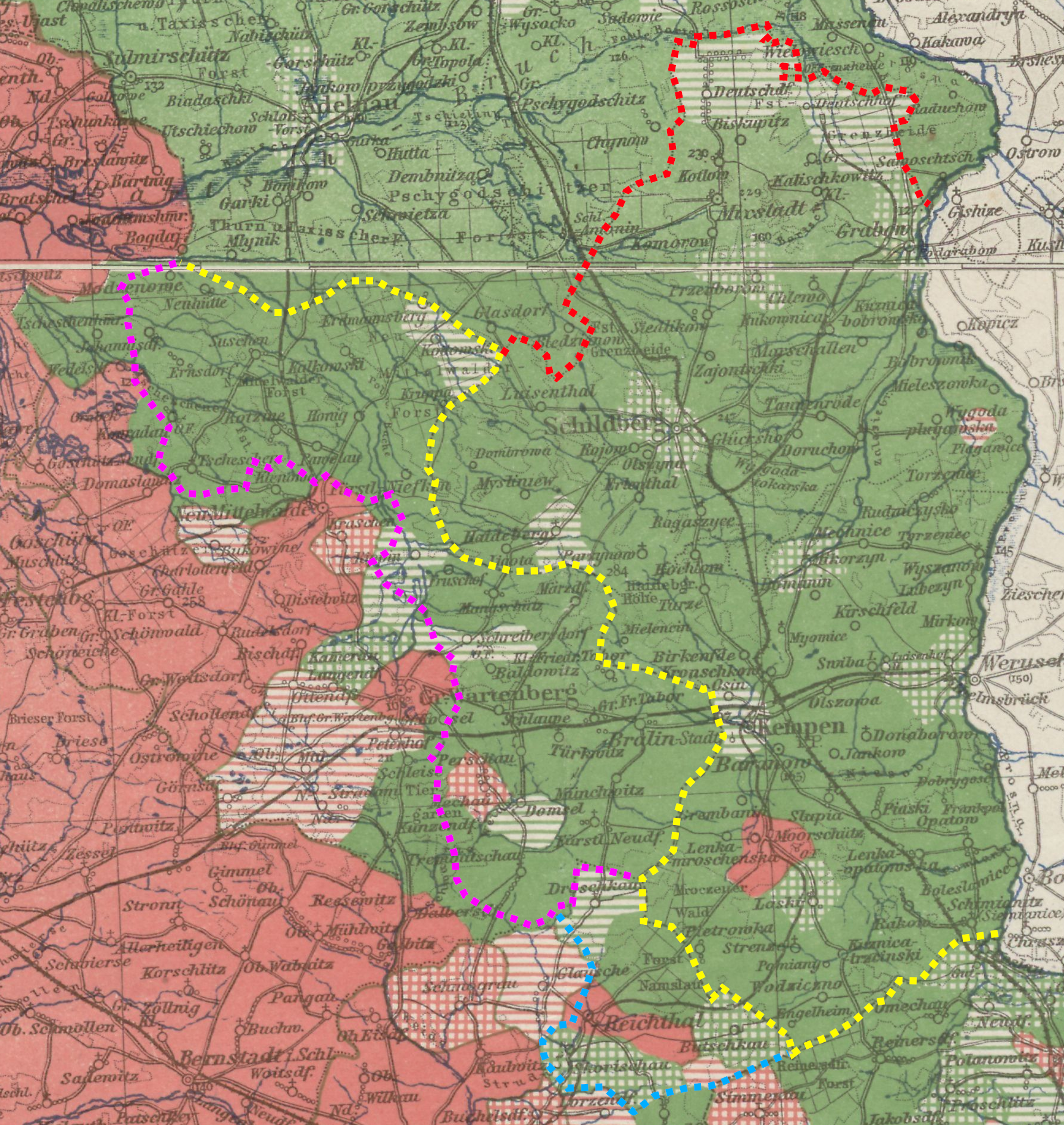
Sprachkarte aus dem Jahr 1910: Gelbe gestrichelte Linie: schlesisch-großpolnische Grenze, rosarote gestrichelte Linie: neue Grenze aus dem Jahr 1920

Der Ortsname Hammer (1743), Hammer Tscheschen, Kuźnica Czeszyńska bezeichnet einen Eisenhammer von Tscheschen (Cieszyn oder Czeszyn, heute Czeszyce).
Das Gebiet von Tschechenkammer gehörte spätestens seit dem 17. Jahrhundert dem Breslauer Domkapitel. 1700 wurde die erste Kapelle errichtet.
Nach dem Ersten Schlesischen Krieg 1742 fiel der Ort zusammen mit dem größten Teil Schlesiens an Preußen. 1790 wurde die heutige Kirche 1790 gebaut. 1830 gab es 47 Häuser mit 407 Einwohnern, davon 24 Protestanten.
Im frühen 20. Jahrhundert war das Dorf noch überwiegend wasserpolnischsprachig, wurde aber nicht mit dem überwiegend polnischsprachigen Ostteil des Landkreises Groß Wartenberg zum 10. Januar 1920 infolge des Versailler Vertrags vom Deutschen Reich an das wiedergegründete Polen abgetreten und blieb bei Deutschland.
Als Folge des Zweiten Weltkriegs fiel Tschechenhammer wie fast ganz Schlesien 1945 an Polen, wurde in Kuźnica Czeszycka umbenannt und der Woiwodschaft Breslau angegliedert. Die deutsche Bevölkerung wurde, soweit sie nicht vorher geflohen war, weitgehend vertrieben. Die neu angesiedelten Bewohner waren teilweise Zwangsumgesiedelte aus Ostpolen, das an die Sowjetunion gefallen war.
Von 1946 bis 1998 gehörte Kuźnica Czeszycka zur Woiwodschaft Breslau. 1999 wurde es dem Powiat Milicki in der Woiwodschaft Niederschlesien eingegliedert.